# Owston-pálmasodró
Az Owston-pálmasodró (Chrotogale owstoni) a cibetmacskafélék családjába tartozó, Délkelet-Ázsiában honos kisragadozó. A Chrotogale nem egyetlen faja. Nevét Alan Owston üzletemberről és magángyűjtőről kapta.

## Megjelenése
Az Owston-pálmasodró közepes méretű cibetmacska, testhossza 56–72 cm, farka 35–47 cm hosszú. Testsúlya 2-3,5 kg között változik, átlagosan 3,2 kg körüli. Teste karcsú és hosszú, feje kicsi, orra megnyúlt és kihegyesedő. Bundája sárgásbarna vagy -szürke. Testén jól kirajzolódó fekete vagy sötétbarna foltok és sávok láthatóak: a fején, nyakán és vállain hosszirányú, a hátán és farkán keresztirányú csíkok; oldalán és végtagjain pedig kisebb foltok, pettyek. A többi pálmasodrótól megkülönbözteti  hátának négy keresztsávja és hogy farkának utolsó kétharmada teljesen fekete. Hasa halvány krémfehér, amelyen a hímeknél a mellkason és a hason, a nőstényeknél az ágyékon narancssárga hosszanti csík látható
A hozzá hasonlító sávos pálmasodrótól (Hemigalus derbyanus) abban különbözik, hogy nyakán a szőr nem ellenirányban (fej felé) nő és lábain, vállain apró sötét foltok találhatóak.

## Előfordulása
Indokína keleti részén honos Észak- és Közép-Vietnámban, Észak-Laoszban és Kína Jünnan és Kuanhszi tartományainak déli részén.
A sűrű növényzetű, erdős vagy bozótos élőhelyet kedveli, lehetőleg vízközelben. Idejének nagy részében a földön keresgél élelem után, de jól mászik fára és néha a lombok között rejtőzve alszik. A helybeliek állítása szerint bemerészkedik a falvakba is, ahol a szemétdombokon keresgél. 

## Életmódja
Az Owston-pálmasodró éjjeli állat és magányos életmódot folytat. Vackát kidőlt fatörzsek alá vájja, faodúkba, sziklarésekbe költözik vagy a sűrű bokrok-lombok között alszik. Territóriumának határait nemi szerve melletti mirigyeinek szagos váladékával és vizeletével jelöli meg. A kellemetlen szagú váladékkal a rá támadó ragadozókat is lespricceli. Feltűnően csíkozott bundája is talán erre figyelmezteti a támadót.
A fogságban tartott hím és nőstény pálmasodrók békésen tűrik egymás jelenlétét, még az új állatokkal szemben sem mutatnak agressziót.
Elsősorban gilisztákkal táplálkozik, de megeszi a békákat, kisebb halakat, rovarokat, sőt még a gyümölcsöket is. Éjszaka (alkonyattól kora reggelig) jár táplálék után. Zsákmányát főleg a földön, esetleg a fákon szedi össze. Hosszú orrával kitúrja a rovarokat, férgeket az avarból és a laza talajból vagy mellső lábaival ássa ki a gilisztákat a földből. Fogságban marha- vagy csirkehússal és banánnal táplálják.
A fogságban tartott állatok alapján párzási időszaka januártól márciusig tart (esetenként novemberig is tarthat). A nőstények évente egyszer vagy kétszer vemhesek, amikor 60 nap (más források szerint 75-87 nap) után egy-három kölyköt hoznak a világra. Az újszülöttek 75-88 grammosak. 

## Természetvédelmi helyzete
Az Owston-pálmasodró létszáma a 90-es évektől kezdve csökkenésbe kezdett és a folyamat egyelőre nem állt meg. Becslések szerint az utóbbi 15 évben számuk a felére csökkent. A helybeliek hurokkal vadásznak a cibetmacskákra, amelyek húsát megeszik, testrészeit (csontját, bűzmirigyét és péniszét) pedig a hagyományos kínai orvoslás használja fel. A jellemzően földön keresgélő Owston-pálmasodró gyakran beesik a hurokcsapdákba. A Természetvédelmi Világszövetség Vörös Listáján veszélyeztetett státusszal szerepel. Jünnan tartományban védett, Vietnámban vadászata szabályozott.